# Bob Martin
'Fighting' Bob Martin (11 de novembre de 1897 – 1978) va ser un boxador estatunidenc de categoria pes pesant. Va ser campió de boxa pes pesant de les Forces Expedicionàries Americanes i de les armades interaliades durant la Primera Guerra Mundial. Va lluitar contra el futur campió de la seva categoria, Gene Tunney, el 1918, i va perdre al cap de 4 assalts.